# Microbioma humano

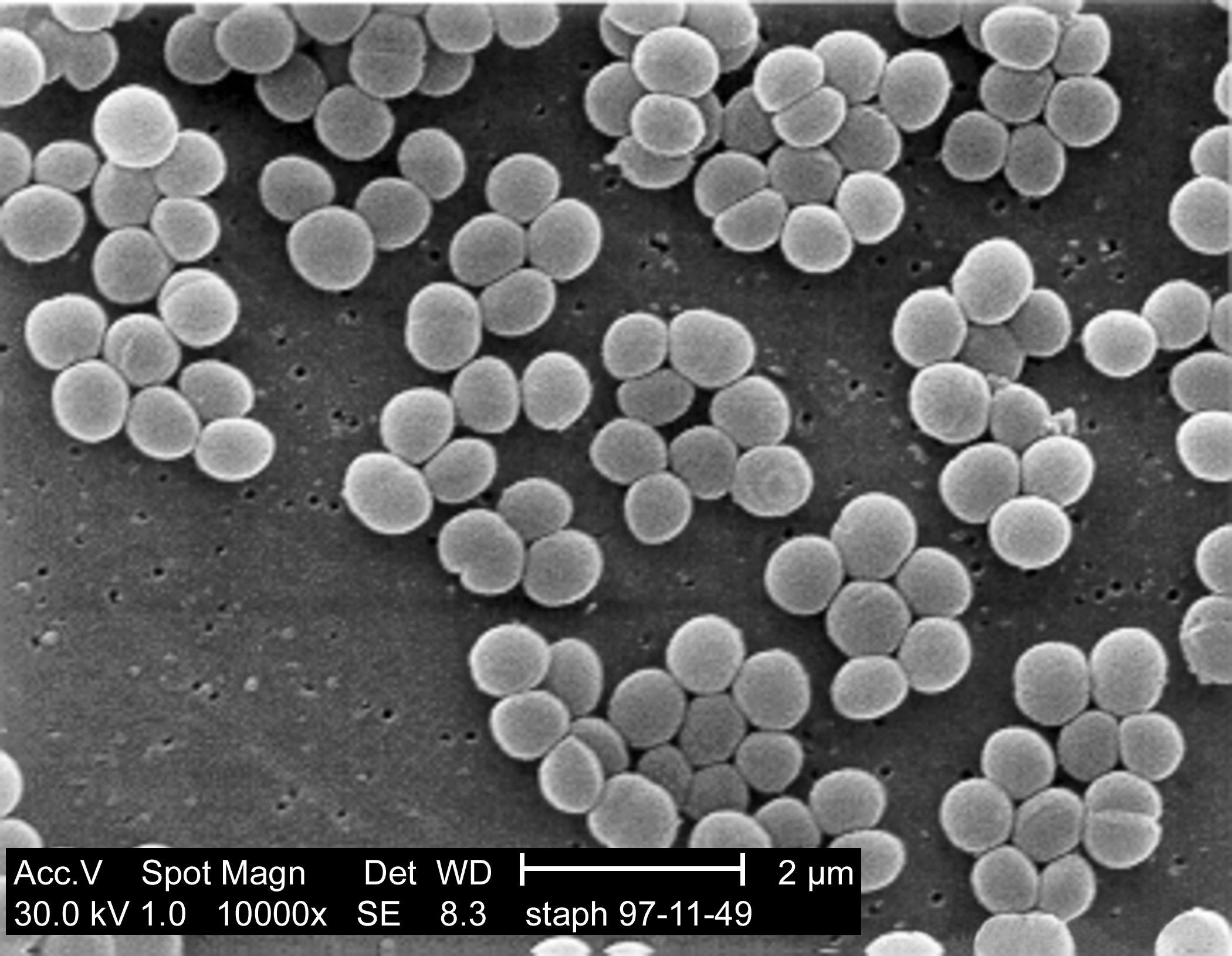
Os Staphylococcus são cocos gram-positivos oportunistas que podem ser encontrados em quase qualquer parte do organismo.

O microbioma humano ou microbiota humana é a soma de todos microorganismos que residem nos tecidos e fluidos humanos, composto principalmente de bacterias. A microbiota humana normal também inclui alguns fungos, archaea e vírus. Cada local anatômico (pele, boca, intestino, vagina...) possui seu microbioma específico.
Existem trilhões de micro-organismos em simbiose com cada pessoa. A colonização começa durante o nascimento e é alterada pelo local, clima, sistema imune, doenças e remédios (especialmente antibióticos e antifúngicos). Muitas bactérias produzem vitaminas, como a B2, a B12, o ácido fólico, a biotina e a vitamina K.  Acredita-se também que o microbioma exerce um papel protetor da gravidez ou do feto.

## Flora bacteriana normal
Existem mais de 1000 espécies de bactérias consideradas flora normal ou comensal, pois não causam doença quando estão em equilíbrio com o meio. Geralmente 500 espécies de bactérias diferentes podem ser encontradas em uma pessoa saudável, porém as 40 espécies mais comuns representam 99% dessa população. As espécies que mais se destacam são:
- Pele: Na pele a maioria são cocos gram-positivos e aeróbicos. É frequente encontrar Staphylococcus, Streptococcus, Corynebacterium, Cutibacterium e Acinetobacter.
- Boca, nariz e esôfago: Regiões muito povoadas, principalmente por anaeróbios, mas também é comum encontrar Staphylococcus, Streptococcus, Bacteroides e Lactobacillus.[5]
- Intestinos: Principalmente anaeróbios como Bacteroides, Clostridium e Fusobacterium. A maioria são bacilos gram-negativos.
- Vagina: Principalmente lactobacilos produtores de ácido láctico e peróxido de hidrogênio, que suprimem o crescimento de patógenos. O desequilíbrio dessa flora é chamado de vaginose bacteriana.

## Patologias
O desequilíbrio da microflora está associado não só com muitas infecções, mas também com doenças crônicas como obesidade, doença inflamatória intestinal, diabetes mellitus, síndrome metabólica, aterosclerose, doença hepática alcoólica, doença hepática gordurosa não alcoólica, gastrite, cirrose e até câncer de fígado.